# 井宿五
井宿五，即双子座ε（ε Gem, ε Geminoru）是一颗位于双子座的恒星，距离地球约840光年。

## 特征
井宿五的光谱类型为G8 Ib型的超巨星，Ib表示其光度相对较低。 它可能已经通过渐近巨星分支阶段，并拥有一个独立的由尘粒组成的外壳。 据估计，井宿五的质量是太阳质量的9-10倍，也有资料认为该星质量达到19个太阳质量，但是其光度不足1万倍太阳光度，仅仅和10倍太阳质量的恒星相当。而一个19个太阳质量的恒星光度会在太阳的8万倍以上。 该星半径已经膨胀到太阳半径的105–175倍。 从1943年开始，这颗恒星的光谱就被当做其他恒星光谱分类的稳定锚定点之一。
虽然井宿五是光度相对较低的超巨星，但它辐射出的光度依然是太阳光度的8500倍， 其表面有效温度为4662K， 这也使它呈现出黄白色的色调。 有研究测量到恒星表面的磁场为–0.14±0.19高斯。这个拓扑复合磁场极有可能是由于恒星外层对流层较厚形成发电机效应而产生的。
井宿五的距离可以直接通过视差测量来确定，天文学家对其视差的测量值为3.86 ± 0.17角分，据此计算出它距离地球约为840光年（260秒差距），其距离的误差范围较大，达40光年（10秒差距）。
由于井宿五的位置接近黄道，故可能被月球或太阳系的行星所遮掩。最近一次遮掩井宿五的行星是火星，发生在1976年4月8日，科学家也借助这次掩星事件对火星的外大气层进行测量。 再前一次行星掩井宿五事件发生于1940年6月10日，遮掩的行星是水星。

## 命名
在中国古代星官系统中，井宿五属于西方白虎七宿中井宿的星官井第五星，因此被命名为井宿五。
井宿五在西方的传统名字为Mebsuta，有时候也被称为Melboula或Melucta，来源于阿拉伯语‎，意思是“狮子伸出的爪子”。 在古阿拉伯天文学中，它和井宿七（双子座ζ）组成狮子的一对前爪，井宿七的名字为Mekbuda，来源于阿拉伯语‎，意思为“狮子收起的爪子”。

## 大众文化
美国海军在1944年服役的一艘巨爵座级武装货运船USS Melucta (AK-131)是以井宿五的英文名Melucta命名。